# Kościół św. Katarzyny w Tyczynie
Kościół świętej Katarzyny – rzymskokatolicki kościół parafialny należący do dekanatu Tyczyn diecezji rzeszowskiej.
Świątynia murowana, który po wielu przebudowach przetrwała do dziś, została wybudowana przez Jana Pileckiego właściciela Tyczyna, wojewodę krakowskiego, w 1466 roku. W 1608 roku świątynia została obrabowana przez Stanisława Stadnickiego „diabła łańcuckiego”. W dniu 1 września 1629 roku kościół został spalony razem z miastem. Został odbudowany przez właściciela Tyczyna Mikołaja Rafała Kostkę, który dobudował również od strony południowej kaplicę świętego Stanisława Kostki. Niestety w 1657 roku Tyczyn został spalony przez księcia siedmiogrodzkiego Jerzego Rakoczego. Właściciel miasta Jan Klemens Branicki, wielki hetman koronny, przebudował gruntownie świątynię i budynki kościelne i dobudował również kaplicę Świętej Trójcy przed 1727 roku. Projektantem przebudowy był zapewne Jan Henryk Klemm. Biskup Antoni Wacław Betański (proboszcz parafii w Tyczynie) uroczyście konsekrował świątynię w dniu 26 maja 1782 roku pod wezwaniem Trójcy Świętej, Matki Bożej Wniebowziętej i św. Katarzyny. Świątynia była remontowana w 1850 roku i w latach 1890–1911. Został wówczas obniżony dach zakrystii, zostały wprawione dwa okna w prezbiterium i sześć okien w nawach bocznych, natomiast przy ścianach frontowych naw zostały zamontowane ciosowe ołtarze: św. Józefa (dzięki staraniom hrabiego L. Wodzickiego) i Matki Bożej (dzięki staraniom księdza proboszcza W. Cymbuła), a polichromia została wykonana przez profesora Juliana Krupskiego ze Lwowa w latach 1910-1911. W latach 1978–1979 polichromia została odnowiona przez Józefa Stecińskiego z Jarosławia. Elektryfikacja i radiofonizacja świątyni została przeprowadzona w 1952 roku. Budowla jest zabytkiem architektury pierwszej grupy jako zespół kościelny (obejmujący kościół, dwie dzwonnice, ogrodzenie, plebania i wikarówka). w świątyni znajduje się osiem obrazów S. Mirysa. Jest to świątynia wzniesiona w stylu późnobarokowym, mury prezbiterium powstały w stylu gotyckim, trzynawowa, bazylikowa. Wolnostojące kwadratowe wieże, połączone z fasadą wklęsłymi ścianami parawanowymi, wznoszą się na wysokość około 18 metrów. Fasada kościoła posiada dwie kondygnacje i trzy osie oraz jest podzielona trójkątnym przyczółkiem. Elewacja świątyni, dwie wieże zostały wyremontowane w latach 1994–1995. Ponowne gruntowne prace renowacyjne i konserwatorskie elewacji zewnętrznej i całego wnętrza razem z ołtarzami zostały wykonane w latach 2003–2013.